# Dominique Swain
Dominique Swain   (Malibu, 12 d'agost de 1980) és una actriu estatunidenca. Va merèixer el reconeixement internacional interpretant el personatge principal a l'adaptació cinematogràfica de Lolita d'Adrian Lyne de 1997, juntament amb un paper secundari a Face/Off de John Woo aquell mateix any. Va treballar principalment en el cinema independent a finals de la dècada del 1990 i principis de la del 2000, en pel·lícules com Noia (1998), Tart: Vull provar-ho (2001) i Alpha Dog (2006). Des de llavors, ha protagonitzat una successió de pel·lícules dels gèneres d'acció, thriller i terror.
L'any 2001, als 21 anys, Swain va posar nua per a la campanya «I'd Rather Go Naked than Wear Fur» de PETA.

## Trajectòria
Dominique Swain va estudiar a la Malibu High School. Els seus pares es van separar quan ella tenia 15 anys i té tres germans, inclosa l'actriu Chelse Swain.

El 1995, als 15 anys, Swain va ser escollida entre 2.500 noies per a interpretar el paper principal de Dolores «Lolita» Haze a la controvertida adaptació a la pantalla d'Adrian Lyne de la novel·la de 1955, Lolita. Estrenada el 1997, la pel·lícula va obtenir crítiques favorables, New York Magazine la va qualificar de «superior» a la versió de Stanley Kubrick de 1965, i Caryn James de The New York Times va escriure que l'actuació de Swain va ser «extraordinària», i va afegir:
| « | She is within sight of womanhood yet remains, definitely, a schoolgirl ... Ms. Swain walks this incredibly narrow line between innocent playfulness and adult knowledge without a misstep. | » |

Aquell mateix any, Swain va aparèixer com la filla adolescent rebel de John Travolta, Jamie, al thriller d'acció de John Woo Face/Off, amb una crítica positiva d'Entertainment Weekly destacant la seva afinitat amb Travolta. A continuació, va encapçalar el drama de 1998 Noia, en què va interpretar una estudiant de secundària decidida a perdre la virginitat. A Variety, el crític David Stratton va destacar-ne la «fotografia aconseguida i modestament eficaç» amb «una actuació brillant i intel·ligent» de Swain.
El 2006 va protagonitzar l'aspirant a ballarina Lori Gunderson a Totally Awesome, una paròdia de les pel·lícules per a adolescents dels anys 1980. A continuació, va interpretar el paper secundari de Susan Hartunian a Alpha Dog, la pel·lícula de cloenda del Festival de Cinema de Sundance d'aquell any. El 2007, Swain va encapçalar la pel·lícula de terror sobrenatural Dead Mary. Va rebre elogis per la seva actuació al thriller Road to Nowhere de 2010, que Kevin Thomas va qualificar de «neo-noir elegant i brillan»" en la seva ressenya a Los Angeles Times.
Després d'alguns papers principals en pel·lícules d'acció estrenades directament per a vídeo domèstic com The Girl from the Naked Eye, Nazis at the Center of the Earth, Skin Traffik i Sharkansas Women's Prison Massacre, Swain va protagonitzar el telefilm de Lifetime del 2016 The Wrong Roommate.